# Milentija
Milentija (en serbe cyrillique : Милентија) est un village de Serbie situé dans la municipalité de Brus, district de Rasina. Au recensement de 2011, il comptait 184 habitants.
Près de Milentija se trouvent les ruines d'un monastère du XIVe siècle et celles de la forteresse médiévale de Koznik.

## Démographie
| 1948 | 1953 | 1961 | 1971 | 1981 | 1991 | 2002 | 2011 |
| ---- | ---- | ---- | ---- | ---- | ---- | ---- | ---- |
| 344  | 355  | 329  | 284  | 246  | 229  | 184  | 184  |

|  |